# Gruppe des Zeus mit Ganymed
Die Gruppe des Zeus mit Ganymed ist eine mehrfigurige freiplastische Statuengruppe aus Terrakotta. Das spätarchaische Kunstwerk bestehend aus dem Göttervater Zeus, der gerade den Jüngling Ganymed in den Olymp entführt, wurde im ersten Viertel des 5. Jahrhunderts v. Chr. geschaffen und wird heute nahe seinem Fundort im Archäologischen Museum Olympia aufbewahrt.

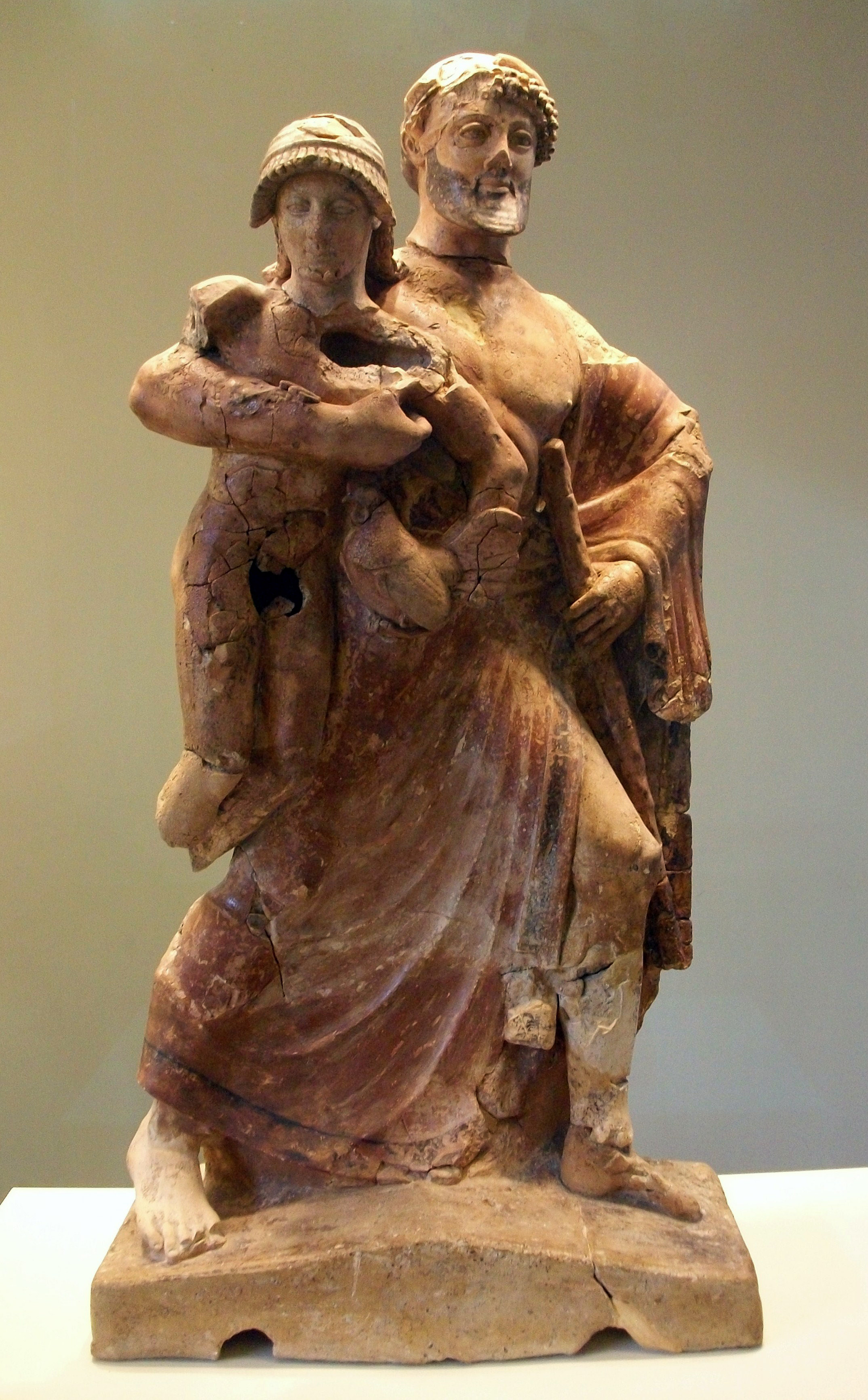
Die Gruppe in der aktuellen Aufstellung in Olympia

Erste Teile der fragmentierten Gruppe wurden 1878 dicht unter der Oberfläche des südwestlichen und westlichen Stadionbereiches in Olympia gefunden, dort fanden sich bis 1938 noch weitere Teile. Heute befindet sich die weitestgehend rekonstruierte aber nicht ergänzte Tonplastik im örtlichen archäologischen Museum und wird dort unter der Inventarnummer T 2 geführt. Aufgrund der fragmentarischen Fundsituation sind der Statue noch weitere Inventarnummern zugeordnet, so dem Ganymed etwa die Nummer 106.
Die beiden Figuren sind miteinander verbunden. Die größere Figur, Zeus, hält die kleinere Figur, Ganymed, fest mit dem rechten Arm umklammert. Dabei unterfasst Zeus Ganymed unter dessen rechten Arm, der knapp unterhalb der Schulter abgebrochen und verloren ist. In der linken Hand hält Zeus einen hölzernen Wanderstab. Bekleidet ist Zeus mit einem langen Manteltuch, das locker über seinem linken Arm liegt und ebenso locker um die Hüfte liegt. Der vordere Oberkörper ist aufgrund des heruntergerutschten Mantels frei, der Rücken wird fast völlig bedeckt. Die Beine zeigen einen weit ausschreitenden Gott, sein linkes Bein schaut unter dem Manteltuch hervor. Schuhe trägt er nicht. Teile des linken Beines sind in einem schlechten Erhaltungszustand, wie auch der Mantelrand, am rechten Fuß, am linken Ellenbogen und am Kopf gibt es hier einige Bestoßungen und Fehlstellen. Der abgebrochene und wieder angesetzte Kopf ist mit einer Kappe bedeckt, unter der die ordentlich angeordneten Buckellocken hervor quellen. Das Kinn sticht markant aufgrund seiner spitzen Form hervor. Das leichte Lächeln ist eine späte Form des sogenannten „archaischen Lächelns“. Anders als Zeus ist die vollständig nackte Figur Ganymeds stärker fragmentiert und aus vielen Stücken wieder zusammengesetzt. Neben dem Arme fehlen Teile der Brust, die Füße und der Bereich des Geschlechtsteils. Auch Ganymed trägt eine Kappe, unter der sorgsam angeordnete eingedrehten Locken hervortreten. Im Nacken fallen die langen Haare bis auf die Schultern. Der Gesichtsausdruck ist angespannt, ernst und nachdenklich und steht damit im Gegensatz zum zufriedenen und stolzen Blick des Zeus. In der linken Hand hält der Jüngling einen Hahn. Dabei handelt es sich um ein gängiges päderastisches Werbungsgeschenk der Zeit. An vielen Stellen sind Reste der Bemalung erhalten, vor allem der rotbraune Mantel mit dunkelbraunen Linien am Rand sowie der schwarzbraune Bart, die schwarzbraunen Locken und die schwarzbraune Kappe des Zeus sind gut erhalten. Der Gott steht auf einer giebelförmigen Basis.
Die dargestellte Szene ist aus der Mythologie wohlbekannt, sie zeigt den Moment, in dem Zeus den Jüngling in den Olymp entführt. Der Hahn als Werbegeschenk ordnet die Szene ebenso in den chronologischen Kontext der Sage ein, wie der Reisestab des Gottes. Die homoerotische Verbindung zwischen einem erwachsenen Mann und einem Jungen war in der griechischen Gesellschaft nicht verpönt, sondern entsprach wenn gewisse Regeln eingehalten wurden – etwa Regeln der Werbung – dem aristokratischen Ideal. Zeus als Gott konnte sich natürlich in Teilen über die Konventionen hinweg setzen und den jungen Ganymed ohne aufwendige Werbung rauben. Die Terrakottagruppe gilt als das erste Werk der griechischen Kunst, bei der die Augen in der Weise ausdrucksvoll ausgeführt waren und die Figuren nicht mehr wie lange üblich eher vor sich hin starrten. Wahrscheinlich war die Gruppe Mittelakroter eines der Schatzhäuser von Olympia, frühere Annahmen vermuteten auch eine Zugehörigkeit zum Zeustempel aus. Ungewöhnlich ist auch die Größe der Figur, die zwar unterlebensgroß, aber dennoch weit über der normalen Größe von Terrakottafiguren lag. Die Arbeit wird in die Übergangszeit zwischen Archaik und Klassik, in den Zeitraum 480 bis 470 v. Chr., datiert und einer korinthischen Werkstatt zugewiesen. 